# Sporophila corvina
El semillero variable, espiguero variable o semillero corvino (Sporophila corvina),  también denominado semillerito aurito, es una especie de ave paseriforme de la familia Thraupidae perteneciente al numeroso género Sporophila. Es nativo de México, América Central y del noroeste de  América del Sur. Su taxonomía es confusa, y fue considerada una subespecie de Sporophila americana. Incluso dentro de la especie tal cual es definida actualmente, hay variaciones significativas en el plumaje entre las poblaciones y algunos autores sostienen que el grupo de subespecies S. corvina ophthalmica se trata de una especie separada.

## Distribución y hábitat
Se distribuye desde el sur de México (sur de Veracruz y norte de Oaxaca), por la pendiente caribeña de Belice, Guatemala, Honduras, Nicaragua, Costa Rica, hasta el oeste de Panamá; y por la vertiente del Pacífico desde Costa Rica, por Panamá, hacia el sur por el oeste de Colombia, oeste de Ecuador, hasta el extremo noroeste de Perú (Piura).
Esta especie es ampliamente diseminada y común en áreas arbustivas y pastizales, regiones cultivadas y asentamientos humanos, principalmente por debajo de los 1300 m de altitud.

## Descripción
El semillero variable es un ave pequeña y robusta, con un pico cónico negro. En promedio mide 10,5 cm de longitud y pesa 11 g. Hay cuatro subespecies, que se distinguen principalmente por el color del plumaje del macho:

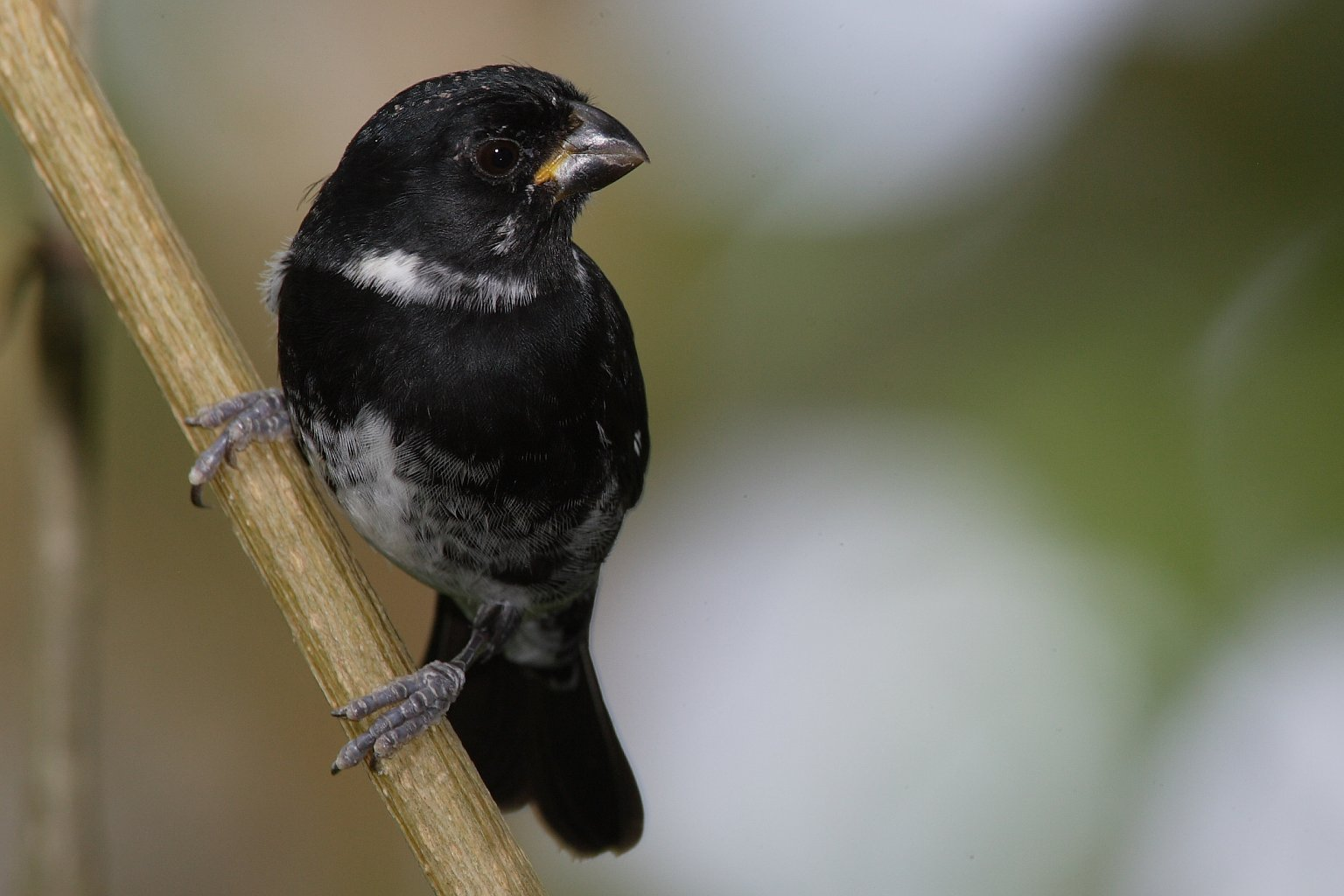
Ejemplar macho de S. corvina hoffmanni cerca de la ciudad de Panamá.

- S. c. corvina (subespecie nominal):  desde el sur de México y a lo largo de la vertiente caribeña desde Belice hasta Panamá. Los machos adultos son completamente negros, excepto por una pequeña mancha y barras blancas en el ala.

- S. c. hoffmannii: vertiente pacífica de Costa Rica y Panamá. Los machos se parecen a S. c. corvina, pero con un medio collar, rabadilla y vientre blancos (la rabadilla frecuentemente mezclada con gris y los costados con algunas rayas negras.

- S. c. hicksii: Oriente de Panamá y noroeste de Colombia. Los machos son similares a S. c. hoffmannii. La garganta es completamente excepto por una pequeña barbilla (malar) negra.

- S. c. ophthalmica: suroeste de Colombia, oeste de Ecuador, y extremo noroeste de Perú. Los machos son muy similares a los machos de S. c. hicksii, pero sin el malar negro o en todo caso muy inconspicuo, la rabadilla blanca y los costados blancos con escaso barrado negro o sin ello.

Las hembras son de color pardo olivo en las partes dorsales, más pálidas en las ventrales, y tienen barras blancas en las alas, igual que los machos. Las diferencias de plumaje entre las hembras de las diferentes subespecies son menores: S. c. hoffmannii, S. c. hicksii y S. c. ophthalmica generalmente son más pálidas y menos cafés que S. c. corvina, y frecuentemente con un tenue matiz amarillo abajo. Los juveniles son como las hembras de sus respectivas subespecies. En ocasiones los machos no adquieren completamente el plumaje adulto en el primer año y pueden reproducirse aún mostrando características inmaduras. 
En 2005, se reportó un macho hipermelánico en la Reserva Buenaventura en la provincia de El Oro, Ecuador. El ave tenía exceso de feomelanina y las partes que deberían ser blancas —excepto las de las alas— eran castañas leonadas. Un ave similar fue colectada en el Camino del Oleoducto cerca de Gamboa, Panamá, en 1963. Tales individuos parecen aportar evidencia de las circunstancias de la especiación: en los géneros Sporophila y los entonces Oryzoborus existen varias especies que se distinguen externamente porque una tiene partes blancas y la otra es hipermelánica, como los dos ejemplares de semilleros arriba mencionados. Debe haber algún factor que mantenga el aislamiento reproducivo, pero las diferencias de plumaje entre las especies probablemente tengan su origen en una mutación fijada en una población debido a la deriva genética.

## Ecología
Es un ave común o abundante en los valles y las faldas de montañas, desde el nivel del mar hasta los 1500 m s. n. m. Vive en áreas semiabiertas tales como los límites de los bosques, a los lados de los caminos, en matorrales y en jardines. También suele formar grupos con otras especies en pastizales.
Se alimenta principalmente de semillas de pastos, pero también de otras semillas, pequeños frutos e insectos.
La hembra construye un nido en forma de cuenco y poco elaborado. El nido consiste de material vegetal burdo combinado con algunas fibras más finas. Se construye sobre la bifurcación de una rama de árbol, a alturas desde 0,4 hasta 6 m. La puesta consiste de dos o tres huevos grisáceos con manchas pardas que son incubados únicamente por la hembra durante 12 o 14 días hasta la eclosión.
El llamado es un «si-ú» o «slío»; el canto del macho es una mezcla de gorjeos, silbidos y trinos, y es más elaborado en las poblaciones de la vertiente del Pacífico.

## Sistemática

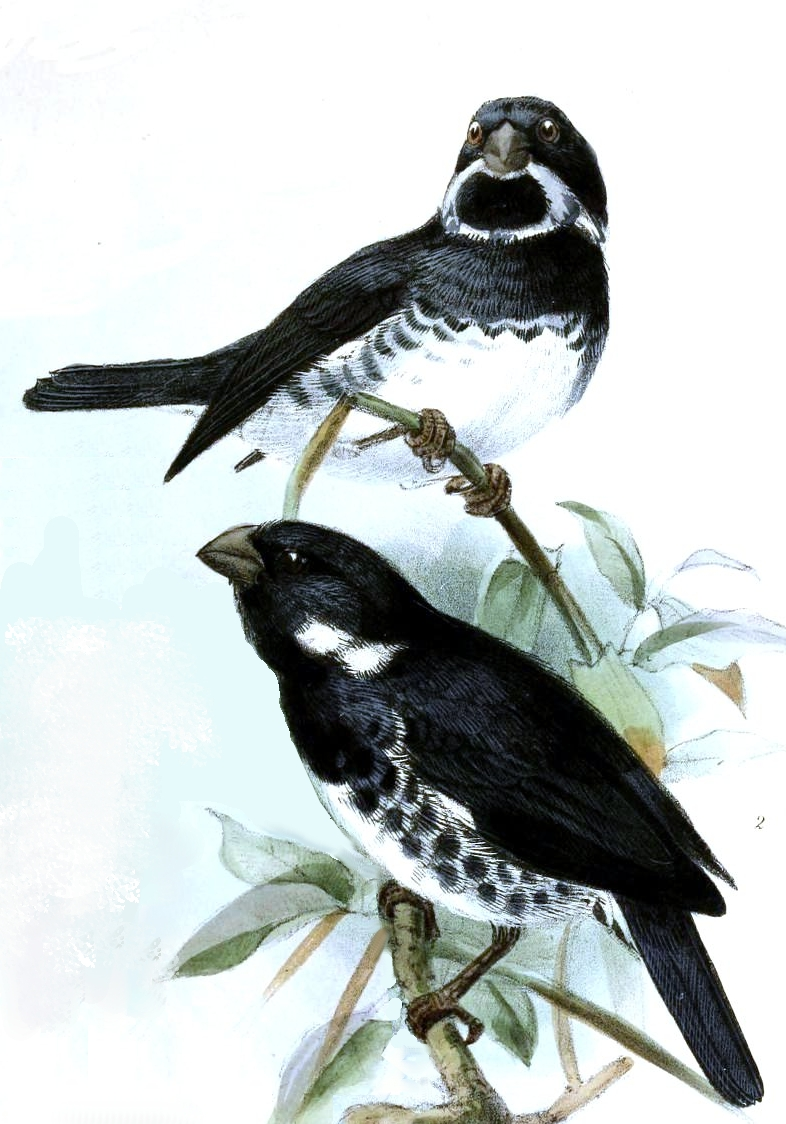
Spermophila aurita sinónimo de Sporophila corvina, machos, ilustración de Keulemans para The Ibis, 1871.

### Descripción original
La especie S. corvina fue descrita por primera vez por el zoólogo británico Philip Lutley Sclater en 1860 bajo el nombre científico Spermophila corvina; su localidad tipo es: «Playa Vicente, Oaxaca, México».

### Etimología
El nombre genérico femenino Sporophila es una combinación de las palabras del griego «sporos»: semilla, y  «philos»: amante; y el nombre de la especie «corvina» proviene del latín  «corvinus» que significa ‘como un cuervo’.

### Taxonomía
La taxonomía es bastante confusa. Esta especie fue anteriormente considerada una subespecie de Sporophila americana, al igual que S. murallae de la Amazonia occidental. Fue reconocida como una especie separada principalmente a partir de los trabajos de Stiles (1996), en la Propuesta N° 287 al Comité de Clasificación de Sudamérica (SACC).
Después del reconocimiento de la especie, hubo confusión sobre el nombre científico que debía tomar esta especie. El nombre de Sporophila aurita (Bonaparte, 1850) es anterior por diez años al de S. corvina, y fue ampliamente usado como el nombre científico correcto. No obstante, el holotipo de S. aurita había desaparecido y su descripción, bastante vaga, hacía imposible evaluar a cuál población se refería. Por lo tanto, el nombre fue declarado inválido y fue sustituido por el de S. corvina.
Los machos de los diferentes taxones de la especie tienen plumajes muy diferentes. La subespecie S. c. corvina, ha sido considerada como una especie separada, pero como todas las subespecies se entrecruzan donde sus áreas de distribución se sobrelapan, esa separación perdió consistencia. En vastas áreas de Costa Rica y Panamá es imposible determinar a qué subespecie pertenecen los individuos, ya que la mayoría exhibe gradación (clinal) entre S. c. corvina, S. c. hoffmannii, y/o S. c. hicksii. Algunas de estas poblaciones híbridas en el pasado fueron reconocidas como subespecies separadas; por ejemplo en el caso de Panamá: semicollaris, fortipes y collaris.
Las clasificaciones Aves del Mundo (HBW) y Birdlife International (BLI) consideran al grupo de subespecies sureñas S. corvina ophthalmica (incluyendo hoffmanni y hicksii) como una especie separada de la presente: el semillero pechinegro (Sporophila ophthalmica), con base en notorias diferencias de plumaje y de vocalización. Sin embargo, esto no ha sido todavía adoptado por otras clasificaciones.
La subespecie descrita anchicayae (descrita desde el río Anchicayá, en Valle, Colombia) es un híbrido entre hicksii y la subespecie Sporophila intermedia bogotensis, la subespecie chocoana (de Nuquí, en Chocó, Colombia) es considerada inseparable de hicksii.

### Subespecies
Según las clasificaciones del Congreso Ornitológico Internacional (IOC) y Clements Checklist/eBird v.2019 se reconocen cuatro subespecies en dos grupos cuya distribución geográfica fue detallada en la descripción.
- Grupo monotípico corvina:
  - Sporophila corvina corvina (P.L. Sclater), 1860

- Grupo politípico ophthalmica:
  - Sporophila corvina hicksii (Lawrence), 1865
  - Sporophila corvina hoffmanni Cabanis, 1861
  - Sporophila corvina ophthalmica (P.L.Sclater), 1860